# Гаджієв Гаджі Муслімович
Гаджі Муслімович Гаджієв (рос. Гаджи Муслимович Гаджиев, нар. 28 жовтня 1945, Буйнакськ) — радянський футболіст, що грав на позиції півзахисника. По завершенні ігрової кар'єри — радянський і російський тренер.

## Клубна кар'єра
Народився в робітничій родині у місті Буйнакськ. За національністю — аварець.
Займатися футболом почав в дитячій команді «Спартака» з Хасав'юрта, після чого грав на рівні КФК за ленінградські «Спартак» і «Скороход», але через сильну короткозорість змушений був закінчити кар'єру футболіста і в 20 років став працювати тренером.

## Кар'єра тренера

### Ранні роки
Повернувшись в Хасав'юрт, Гаджієв почав працювати тренером у місцевій ДЮСШ, а в 1972 році був запрошений на роботу в «Динамо» (Махачкала), що мало статус головної команди республіки, ставши виконуючим обов'язки головного тренера, а з наступного сезону став повноцінним головним тренером. Працюючи в «Динамо», яке виступало у другій лізі СРСР, Гаджієв відрахував 15 гравців за порушення спортивного режиму, замінивши їх гравцями з виробничих колективів. В результаті цього команда з низу турнірної таблиці піднялася в середину.
У 1976 році Гаджієв був направлений в вчитися до Москви у Вищу школу тренерів (ВШТ). Після її закінчення в 1977 році захистив дисертацію, ставши кандидатом педагогічних наук. Гаджієву булу запропоновано повернутися в махачкалінське «Динамо», ставши асистентом Євгена Горянського, проте він відхилив цю пропозицію, вважаючи за краще почати роботу молодшим науковим співробітником у Всесоюзному НДІ фізкультури, в якому працював у 1978—1980 роках. У той же час Гаджієв почав працювати в Федерації футболу СРСР, будучи членом комплексно-наукової групи збірних команд СРСР, керівником комплексно-наукової групи ЦСКА (з 1980 по 1984 роки), тренером збірної СРСР по роботі з гравцями ЦСКА (з 1982 по 1984 роки), тренером збірної СРСР з навчально-тренувального центру збірних команд в Новогорську (з 1985 по 1986 роки).
У 1983 році Гаджієв повернувся до тренерської роботи, увійшовши в штаб «Нефтчі» (Баку), тренував бакинську команду два роки.

### Робота зі збірними
У 1986 році увійшов до тренерського штабу олімпійської збірної СРСР, ставши помічником головного тренера Анатолія Бишовця. Незабаром між тренерами встановилися дружні стосунки. У 1988 році вони привели команду до золотих медалей Олімпійських ігор в Сеулі, перегравши у фіналі збірну Бразилії, ведену Бебето і Ромаріо. Після того як в 1990 році Бишовець очолив основну національну збірну СРСР, а потім і СНД, Гаджієв обіймав пост помічника головного тренера і цих командах, поїхавши з Бишовцем на Євро-1992. Відбірковий турнір збірна СРСР пройшла без поразок, випередивши сильну команду Італії, а на вирішальні матчі вирушила вже збірна СНД, яка двічі зігравши внічию з німцями і голландцями, поступилася шотландцям і покинула турнір після групового етапу. Після цього тренерський штаб збірної пішов у відставку.
З 1992 по 1997 роки Гаджієв незмінно входив до тренерського штабу молодіжної збірної Росії, працюючи з Борисом Ігнатьєвим і Михайлом Гершковичем. У 1997 році він став тренером у штабі національної збірної Росії, а з 24 липня по 20 грудня 1998 знову працював під керівництвом Бишовця. Після того, як збірна Росії програла шість матчів поспіль із загальним рахунком 5:14, весь тренерський штаб був звільнений.

### «Анжі» та «Санфречче Хіросіма»
13 березня 1999 року Гаджієв став головним тренером махачкалінського «Анжі», який виступав в першому дивізіоні ПФЛ. Для нього це став перший досвід самостійної тренерської роботи за останні 24 роки. Уже в першому ж сезоні команда вперше в історії вийшла в вищий дивізіон. У наступному році команда, що мала скромні фінансові можливості, що складалась переважно з місцевих гравців, почала боротися за медалі. На своєму полі махачкалінці поступилися лише одного разу — чинному чемпіону країни московському «Спартаку», а всього за сезон зазнали вісім поразок. Для того, щоб завоювати бронзові медалі чемпіонату «Анжі» було достатньо не програти в заключному матчі московському «Торпедо». До кінця другого тайму зберігався рахунок 1:1, проте в доданий час суддя призначив неоднозначний пенальті за гру рукою. Пенальті був реалізований, і підопічні Гаджієва зайняли четверте місце, що тим не менше було великим успіхом і давало путівку в Кубок УЄФА. За підсумками 2000 року Гаджієв був визнаний РФС найкращим тренером року.
Успіхи команди продовжилися і в наступному році, коли навесні 2001 року «Анжі» вийшов у фінал Кубка Росії. У вирішальному матчі підопічні Гаджієва зустрічалися з московським «Локомотивом». На 90-й хвилині півзахисник махачкалінців Нарвік Сирхаєв відкрив рахунок, але під кінець компенсованого часу Заза Джанашія забив гол у відповідь і перевів гру в додатковий час, який переможця не виявив. У серії пенальті переміг «Локомотив». Ще в кінці 2000 року здоров'я Гаджієва трохи похитнулося (деякий час його неофіційно підміняв Анатолій Бишовець) і 28 липня 2001 року він покинув посаду головного тренера.
Взявши невелику паузу, Гаджієв очолив японський клуб «Санфречче Хіросіма», змінивши іншого російського тренера Валерія Непомнящего, але особливих успіхів не досяг і був звільнений через два місяці.
14 січня 2003 року Гаджієв повернувся в «Анжі», який на той момент вже залишив вищий дивізіон. За підсумками першості першого дивізіону «орли» зайняли лише 6-е місце, після чого Гаджієв покинув команду.

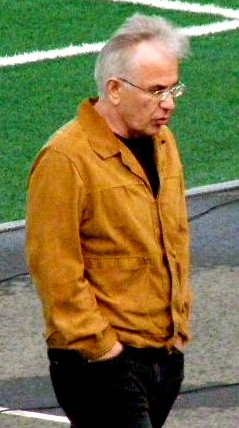
Гаджі Гаджієв під час роботи з «Сатурном». 2008 рік.

### «Крила Рад» і «Сатурн»
Наступний етап тренерської кар'єри Гаджієва був пов'язаний з самарськими «Крилами Рад», які він очолив 23 листопада 2003 року. Маючи непогані можливості для вибору гравців і організації роботи, Гаджієв вже в наступному сезоні привів клуб до найкращого результату в його історії: команда завершила сезон на третьому місці в турнірній таблиці, лише на п'ять очок відставши від чемпіона, столичного «Локомотива». Крім того, клуб дійшов до фіналу Кубка Росії, по ходу турніру вибивши з нього «Зеніт» и ЦСКА. Однак у вирішальному матчі команду Гаджієва знову спіткала невдача: будучи фаворитом матчу з грозненським «Тереком», що виступав в першому дивізіоні, самарці пропустили єдиний гол на другій доданій до матчу хвилині. Наступні два сезони «Крила Рад» провели менш успішно (14-е і 10-е місця в турнірній таблиці відповідно), а в кваліфікації Кубка УЄФА їм вдалося впевнено пройти БАТЕ, але зупинились за крок від групового етапу, лише за правилом виїзного гола поступившись АЗ (із загальним рахунком 6:6). 28 листопада 2006 року після трьох років роботи Гаджієв покинув самарський клуб.
24 травня 2007 року Гаджієв очолив раменський «Сатурн», змінивши на посту Владіміра Вайсса. На момент призначення «чорно-сині» розташовувалися на 10-му місці в турнірній таблиці, проте під керівництвом Гаджієва значно додали і завершили сезон на 5-му місці, здобувши рекордний результат в історії клубу. Футболісти «Сатурна» прямо вплинули на результат чемпіонської гонки: в рамках 28-го туру вони приймали лідера чемпіонату московський «Спартак», матч з яким завершився з рахунком 0:0. Цей результат дозволив вийти в лідери чемпіонату «Зеніту», З яким «Сатурн» зустрічався в заключному турі. Незважаючи на запеклий опір «чорно-синіх», матч завершився мінімальною перемогою петербуржців і їх перемогою в чемпіонаті. За підсумками 2007 року РФС знову визнав Гаджієва найкращим тренером року. Однак уже в середині наступного сезону 8 серпня 2008 року Гаджієв і його старший тренер Борис Ігнатьєв були відправлені у відставку через зниження результатів команди.

### Повернення в «Анжі» та «Крила Рад»
19 квітня 2010 року Гаджієв втретє за кар'єру очолив «Анжі», який тільки повернувся в Прем'єр-лігу, змінивши на посту Омарі Тетрадзе. Під керівництвом Гаджієва «орли» фінішували на 11-му місці, уникнувши боротьби за виживання. У січні 2011 року власником «Анжі» став мільярдер Сулейман Керімов, який почав збирати в команді зіркових гравців (в числі яких були Роберто Карлос, Юрій Жирков і Самюель Ето'о) і поставив завдання потрапити в єврокубки. 29 вересня 2011 року Гаджієв був звільнений від займаної посади. На той момент махачкалінці йшли на сьомому місці в турнірній таблиці, проте в трьох останніх матчах зуміли виграти лише один раз. Сам Гаджієв відбував чотириматчеву дискваліфікацію після того, як в перерві матчу з московським «Динамо» зламав двері в суддівську кімнату.
У червні 2012 року Гаджієв очолив «Волгу» (Нижній Новгород) у Прем'єр-лізі, але вже на початку зимової паузи 26 грудня достроково розірвав контракт, щоб знову очолити «Крила Рад», які також вирішували завдання по збереженню прописки в еліті. Сезон самарці завершили на 14-му місці («Волга» в результаті фінішувала 12-ою). Наступний сезон Гаджієв почав у «Крилах», проте керував командою лише в перших чотирьох турах.

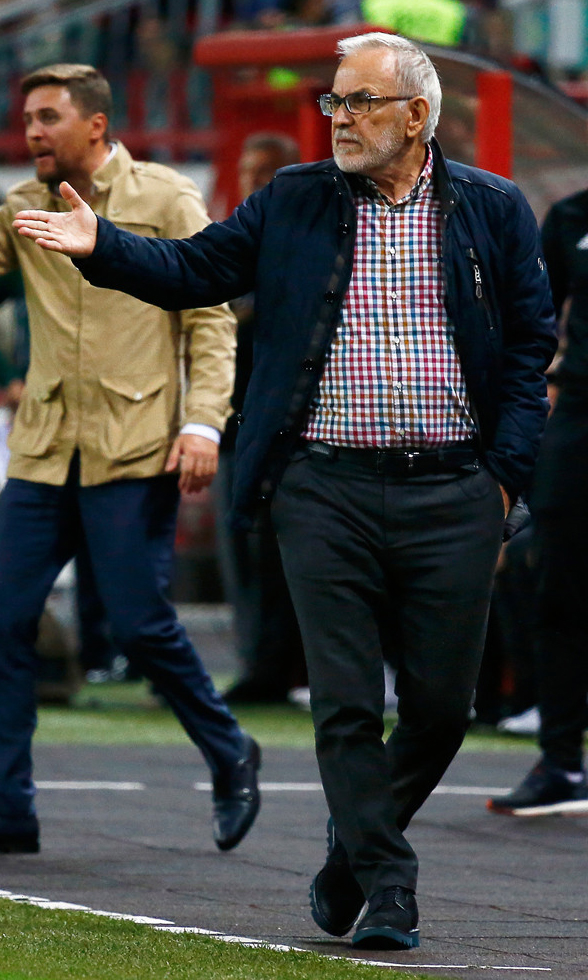
Гаджі Гаджієв під час роботи з «Амкаром». 2017 рік.

### Останні прихід в «Анжі» та завершення тренерської кар'єри
8 серпня 2013 року Гаджієв вчетверте за кар'єру став головним тренером «Анжі». За кілька днів до цього власник команди Сулейман Керімов вирішив різко скоротити фінансування команди і продати ряд лідерів. На їх місце прийшли гравці нижчого рівня, які до того ж не були зіграні. Незважаючи на всі зусилля Гаджієва, «орли» за підсумками сезону посіли останнє, 16-е місце і вилетіли з вищого дивізіону. При цьому «Анжи» зумів гідно виступити в Лізі Європи, вийшовши в плей-оф турніру і вибивши в 1/16 фіналу бельгійський «Генк». В 1/8 фіналу підопічні Гаджієва зустрічалися з голландським АЗ і поступилися з рахунком 0:1 за сумою двох матчів. Таким чином «Анжи» зумів повторити свій найкращий результат в єврокубках.
30 грудня 2014 року Гаджієв підписав контракт з клубом «Амкар» терміном до кінця сезону, який в подальшому був продовжений. Великих успіхів пермяки не досягли, проте протягом декількох сезонів успішно вирішували завдання по збереженню місця в Прем'єр-лізі. 2 березня 2018 року Гаджієв оголосив про свій відхід. При цьому, незважаючи на розрив контракту, він був присутній на першій грі після свого звільнення і консультував тренерський штаб команди. До того моменту пермський клуб перебував на межі банкрутства і після закінчення сезону був розформований.

### Функціонерська робота
2019 року Гаджієв став одним із засновників і президентом клубу «Махачкала», на базі якого в 2021 році було відроджено махачкалінське «Динамо», де також став президентом.

## Титули і досягнення
- Бронзовий призер чемпіонату Росії: 2004
- Фіналіст Кубка Росії : 2001, 2004
- чемпіон Першого дивізіону Росії: 1999

### Індивідуальні
- Найкращий тренер Росії: 2000, 2007
- Заслужений тренер Росії.
- Орден «За заслуги перед Республікою Дагестан»

## Особисте життя
Від першого шлюбу у Гаджієва є син і дві дочки. Старший, Магді — юрист, займається бізнесом. Середня дочка Айна працює лікарем, молодша Заїра — філолог.
Друга дружина Олена, навчалася в школі телебачення в Останкіно. Познайомилися в 2002 році Сыновья Шамиль (род. 26 июля 2005 года) и Муслим (род. 9 октября 2007 года). Від неї має синів Шаміля (нар. 26 липня 2005) і Мусліма (нар. 9 жовтня 2007), а також дочку Надію (нар. серпень 2011).